# Pallasgreen
Pallasgreen är en ort i republiken Irland.   Den ligger i grevskapet County Limerick och provinsen Munster, i den centrala delen av landet, 160 km sydväst om huvudstaden Dublin. Pallasgreen ligger 61 meter över havet och antalet invånare är 589.
Terrängen runt Pallasgreen är platt åt sydväst, men åt nordost är den kuperad.Runt Pallasgreen är det ganska glesbefolkat, med 29 invånare per kvadratkilometer. Närmaste större samhälle är Tipperary, 16,2 km sydost om Pallasgreen. Trakten runt Pallasgreen består i huvudsak av gräsmarker.